# Fernand Ponscarme
Fernand Ponscarme (París, 6 de febrer de 1876 - Meudon, 11 de maig de 1935) va ser un ciclista francès que va córrer al final del segle xix. Del seu palmarès destaca el Campionat del món de mig fons amateur de 1896.

## Palmarès
- 1896
  -  Campió del món amateur en mig fons